# Styvsvingel
Styvsvingel (Festuca abyssinica) är en gräsart som beskrevs av Achille Richard. Enligt Catalogue of Life ingår Styvsvingel i släktet svinglar och familjen gräs, men enligt Dyntaxa är tillhörigheten istället släktet svinglar och familjen gräs. Arten förekommer tillfälligt i Sverige, men reproducerar sig inte. Inga underarter finns listade i Catalogue of Life.